# Diocèse d'Encarnación
Le diocèse d'Encarnación (en latin : Dioecesis Sanctissimae Incarnationis) ; en espagnol : Diócesis de Encarnación) est un diocèse de l'Église catholique du Paraguay suffragant de l'archidiocèse d'Asuncion.

## Territoire

Diocèse d'Encarnación en rouge

Il comprend le département d'Itapúa ce qui correspond à un territoire d'une superficie de 16 506 km divisé en 38 paroisses. Le siège épiscopal est dans la ville d'Encarnación où se trouve la cathédrale Notre-Dame de l'Incarnation. Dans la même ville, dépendant du diocèse, l'église gréco-catholique ukrainienne de la Présentation de la Vierge au Temple officie selon le rite byzantin.
À quelques kilomètres d'Encarnación et au bord du fleuve Paraná, le sanctuaire de la Vierge d'Itacuá (es) est un lieu de pèlerinage très fréquenté.

## Histoire
La prélature territoriale d'Encarnación et Alto Paraná est érigée le 21 janvier 1957 par la constitution apostolique Dum insano du pape Pie XII en prenant une partie des territoires des diocèses de Concepción en Paraguay et de Villarrica del Espíritu Santo.
Par la constitution apostolique Nulla nos Evangelii du 25 mars 1968 émise par le pape Paul VI, la prélature est divisée en deux donnant naissance à la prélature territoriale d'Encarnación et à la prélature territoriale d'Alto Paraná (aujourd'hui  diocèse de Ciudad del Este).
Le 19 avril 1990 la prélature d'Encarnación est élevée au rang de diocèse par la constitution apostolique Crevisse iam du pape Jean-Paul II.

## Évêques
- Johannes Wiesen, S.V.D (21 janvier 1957- 1968)
- Juan Bockwinckel, S.V.D (11 mai 1968 - 24 juillet 1987)
- Jorge Adolfo Carlos Livieres Banks (24 juillet 1987 - 5 juillet 2003)
- Ignacio Gogorza Izaguirre, S.C.I (12 juillet 2004 - 15 novembre 2014)
- Francisco Javier Pistilli Scorzara, I.Sc (15 novembre 2014 - )